# Április 2.
Április 2. az év 92. (szökőévben 93.) napja a Gergely-naptár szerint. Az évből még 273 nap van hátra.
Névnapok: Áron + Ferenc, Lévi, Mária, Múzsa, Ottokár, Teodózia, Tünde

## Események

### Politikai események
- 1513 – A Juan Ponce de León vezette spanyolok partra szállnak Floridában.
- 1849 – A hatvani csatában Gáspár András tábornok honvéd hadteste Hatvan mellett szétveri Schlik császári altábornagy csapatait.
- 1894 – Kossuth Lajosnak, az 1848–49-es forradalom és szabadságharc vezetőjének temetése Budapesten.
- 1982 – Argentin katonai egységek Leopoldo Galtieri tábornok-elnök parancsára elfoglalják a Nagy-Britanniához tartozó Falkland-szigeteket.
- 2008 – Nicosia óvárosában, a tűzszüneti vonal által kettévágott Ledra utcában – 45 év után ismét – megnyitják a gyalogos forgalmat a görög és a török városrész között.
- 2012 – Schmitt Pál köztársasági elnök a parlamentben bejelenteti lemondását.[1] (Az Országgyűlés – 338 igen, 5 nem szavazattal, 6 tartózkodás mellett – elfogadja lemondását. Az államfői feladat- és hatáskört Kövér László, míg a házelnöki feladatokat Lezsák Sándor alelnök látja el.)[2]

### Tudományos és gazdasági események
- 1970 – Budapesten felavatják a kelet-nyugati metró első szakaszát a Deák tér és a Fehér út között.

### Sportesemények
Formula–1
- 1980 –  amerikai nagydíj - Nyugat, Long Beach – Győztes: Nelson Piquet  (Brabham Ford)
- 2006 –  ausztrál nagydíj, Melbourne – Győztes: Fernando Alonso  (Renault)

## Születések
- 742 – Nagy Károly (Charlemagne, Carolus Magnus) frank király († 814)
- 1473 – Corvin János horvát - szlavón bán, Hunyadi Mátyás természetes fia († 1504)
- 1647 – Maria Sibylla Merian német természetkutató, tudományos illusztrátor († 1717)
- 1725 – Giacomo Casanova velencei író, kalandor († 1798)
- 1805 – Hans Christian Andersen dán költő, meseíró († 1875)
- 1810 – Gasparich Márk Kilit tábori lelkész, 1848–49 leverése után függetlenségi szervezkedések részese és vértanúja († 1853)
- 1840 – Émile Zola francia író († 1902)
- 1861 – Persa Iván katolikus pap és író († 1935)
- 1877 – Mészáros Ervin olimpiai bajnok magyar vívó († 1940)
- 1882 – Bárdos Artúr magyar szerző, színházi író, műfordító, igazgató († 1974)
- 1907 – Pártos Erzsi magyar színésznő († 2000)
- 1909 – Erdődy János magyar író, műfordító († 1996)
- 1912 – Csorvássy István erdélyi magyar szobrász- és fafaragó művész, román állami díjas († 1986)
- 1914 – Alec Guinness angol színész († 2000)
- 1918 – Gál Péter magyar színész, rendező, színházigazgató († 2006)
- 1920 – Csákány Márta Balázs Béla-díjas magyar szinkronrendező († 2006)
- 1928 – Gino Munaron olasz autóversenyző († 2009)
- 1928 – Serge Gainsbourg (er. Lucien Ginsburg) francia költő, zeneszerző, énekes, színész, filmrendező († 1991)
- 1931 – Alexandru T. Balaban román kémikus, matematikus, az MTA tagja
- 1931 – Hevesi István olimpiai bajnok magyar vízilabdázó († 2018)
- 1932 – Siegfried Rauch német színész (Nem kell mindig kaviár) († 2018)
- 1933 – Konrád György magyar író, a kortárs magyar próza világszerte ismert alakja († 2019)
- 1934 – Paul Cohen amerikai matematikus († 2007)
- 1936 – Csukás István Kossuth-díjas magyar író, meseíró, a nemzet művésze († 2020)
- 1939 – Buda Béla magyar orvos, pszichiáter, kutató († 2013)
- 1940 – Mike Hailwood (Michael Stanley Bailey Hailwood) brit autóversenyző († 1981)
- 1941 – Körtvélyessy Zsolt Jászai Mari-díjas magyar színész, érdemes és kiváló művész, a Kecskeméti Katona József Nemzeti Színház örökös tagja.
- 1946 – Koltai Lajos Kossuth-díjas magyar operatőr, rendező, a nemzet művésze
- 1947 – Lukács Béla magyar fizikus
- 1952 – Straub Dezső Jászai Mari-díjas magyar színész
- 1963 – Fabrizio Barbazza olasz autóversenyző
- 1963 – Kún Csaba, a Ghymes együttes billentyűse († 2020)
- 1969 – Pados Gyula operatőr
- 1975 – Adam Rodriguez amerikai színész
- 1975 – Pedro Pascal chilei származású amerikai színész
- 1977 – Michael Fassbender ír-német színész
- 1980 – Somfai Péter olimpiai bronzérmes magyar párbajtőrvívó
- 1982 – David Ferrer spanyol teniszező
- 1983 – Mohammad Rubel Rana bangladesi úszó
- 1984 – Barta Nóra Európa-bajnoki bronzérmes műugró
- 1985 – Stéphane Lambiel svájci műkorcsolyázó
- 1986 – Ibrahim Afellay marokkói származású holland labdarúgó
- 1987 – Murinai Barnabás magyar labdarúgó
- 1991 – Tang Tö-sang világbajnok kínai súlyemelő
- 2008 – Amir Ibragimov orosz születésű angol labdarúgó

## Halálozások
- 1392 – Pensauriói János bíboros, zenggi püspök (*?)
- 1507 – Paolai Szent Ferenc olasz remete, ferences rendi szerzetes (* 1416)
- 1571 – Thury György végvári vitéz, várkapitány (* 1519 körül)
- 1657 – III. Ferdinánd német-római császár, magyar és cseh király (* 1608)
- 1796 – Alexovics Vazul pálos rendi szerzetes, hitszónok, egyetemi lelkész és tanár (* 1742)
- 1835 – Ballér István szlovén író, somogyi esperes és tanfelügyelő (* 1760)
- 1860 – Forinyák Géza joghallgató, a magyar nemzeti függetlenség mártírja (* 1840/1841)
- 1872 – Samuel Morse amerikai festőművész, feltaláló (Morse-távíró, Morse-ABC) (* 1791)
- 1890 – Gyömbér Pál, Csongrád megyei bandita (* 1860)
- 1908 – Wein János bányamérnök, a budapesti vízvezeték-hálózat egyik tervezője és megalkotója (* 1829)
- 1910 – Boyd Alexander brit ornitológus (* 1873)
- 1927 – Prohászka Ottokár magyar püspök, író, akadémikus (* 1858)
- 1928 – Theodore William Richards amerikai vegyész, aki munkássága elismeréseként első amerikaiként vehette át a Nobel-díjat (* 1868)
- 1930 – Zauditu etióp császárnő (* 1876)
- 1937 – Tormay Cécile magyar írónő, műfordító (* 1875)
- 1945 – Apor Vilmos győri püspök, mártír (* 1892)
- 1961 – Hacsatur Kostojanc szovjet-örmény neurofiziológus, az MTA tagja (* 1900)
- 1974 – Georges Pompidou francia politikus, köztársasági elnök (* 1911)
- 1980 – Csohány Kálmán magyar grafikusművész (* 1925)
- 1986 – Andics Erzsébet magyar kommunista pártmunkás, politikus, történész, az MTA tagja (* 1902)
- 1988 – Barcsay Jenő magyar grafikus, festőművész (* 1900)
- 1995 – Hannes Alfvén Nobel-díjas svéd plazmafizikus (* 1908)
- 1997 – Durkó Zsolt magyar zeneszerző (* 1934)
- 1998 – Rob Pilatus, amerikai énekes, imposztor (* 1965)
- 2002 – George Bainbridge brit autóversenyző (* 1916)
- 2003 – Révész György Balázs Béla-díjas magyar filmrendező, dramaturg, érdemes művész (* 1927)
- 2005 – Karol Józef Wojtyła (II. János Pál) lengyel származású pápa (* 1920)
- 2013 – Jesús Franco, spanyol filmrendező (* 1930)
- 2017 – Tanai Bella magyar színésznő (* 1930)
- 2019 – Végh Ferenc magyar színész (* 1948)
- 2024 – Dunai Ferenc magyar származású amerikai drámaíró, humorista, újságíró (* 1932)

## Nemzeti ünnepek, emléknapok, világnapok
- Autizmussal élők világnapja (2008-tól)
- Gyermekkönyvek nemzetközi napja 1967 óta Hans Christian Andersen dán meseíró születésnapján. (A meseírás napja.)
- Szakszervezeti akciónap 1993-tól